# Валь-де-Модер
Валь-де-Модер (фр. Val-de-Moder) — вновь созданная коммуна на северо-востоке Франции в регионе Гранд-Эст (бывший Эльзас — Шампань — Арденны — Лотарингия), департамент Нижний Рейн, округ Агно-Висамбур, кантон Рейшсоффен. Коммуна Валь-де-Модер создана слиянием и последующим упразднением коммун Ла-Вальк, Пфаффеноффен и Юберак. Дата образования новой коммуны — 1 января 2016 года.
Площадь коммуны — 6,23 км², население — 5 102 человека (2013), почтовый индекс: 67350.

## Состав коммуны
| Код INSEE | Коммуна      | Французское название | Площадь, км² | Население (2013) |
| --------- | ------------ | -------------------- | ------------ | ---------------- |
| 67372     | Пфаффеноффен | Pfaffenhoffen        | 3,54         | 2794             |
| 67496     | Юберак       | Uberach              | 2,01         | 1178             |
| 67512     | Ла-Вальк     | La Walck             | 0,68         | 1130             |
| Всего:    | Всего:       | Всего:               | 6,23         | 5102             |